# Chiesa di San Gregorio Magno (Maresca)
La chiesa di San Gregorio Magno è un edificio religioso situato a Maresca, nel comune di San Marcello Piteglio.

## Storia e descrizione
Costituisce l'ampliamento settecentesco di un oratorio dedicato a san Carlo e alla Madonna del Rosario fatto costruire nel 1625 da Pompeo Rospigliosi nel parco della sua villa, distrutta durante la seconda guerra mondiale.
Il bell'altare in marmi policromi proviene dalla chiesa di Sant'Andrea a Pistoia e fu qui collocato all'inizio del XX secolo.